# Víctor Moya Martínez
Víctor Moya Martínez (Jacarilla, 10 de junio de 1997), deportivamente conocido como Chuca, es un futbolista español que juega como centrocampista en el FC Cartagena de la Primera Federación.

## Trayectoria
Se formó en el Kelme Club de Fútbol ilicitano y el Villarreal Club de Fútbol le convenció con solo 12 años para que ingresara en la residencia de la Ciudad Deportiva. Tras pasar por juveniles, se afianzaría como titular en el Villarreal Club de Fútbol "C" y Villarreal Club de Fútbol "B".
Debutó el 5 de noviembre de 2017 en Primera División en un partido frente al Málaga C. F. y en la Liga Europa de la UEFA con el conjunto castellonense.
En la temporada 2017-18 disputó 27 partidos y anotó 6 goles con el filial, estando a punto de ascender a Segunda División, perdiendo en la última eliminatoria frente al Elche C. F. En la temporada siguiente se marchó cedido a este mismo equipo en su regreso a la categoría del plata del fútbol español.
El 31 de julio de 2019 abandonó el Villarreal para jugar en el Wisła Cracovia, equipo con el que firmó por tres temporadas. Dos años después se fue al Miedź Legnica. En julio de 2023 marchó cedido al Racing Club de Ferrol. Al final de la campaña regresó a Polonia y disputó diecisiete partidos en el inicio de la siguiente.
En enero de 2025 llegó a un acuerdo para jugar, en principio, hasta final de la temporada 2024-25 en Unionistas de Salamanca.
El 24 de julio de 2025, firma por el FC Cartagena de la Primera Federación.

## Clubes
| Club                           | País    | Año             |
| ------------------------------ | ------- | --------------- |
| Villarreal C. F. "C"           | España  | 2016-2017       |
| Villarreal C. F. "B"           | España  | 2017-2019       |
| Elche C. F. (cedido)           | España  | 2018-2019       |
| Wisła Cracovia                 | Polonia | 2019-2021       |
| Miedź Legnica                  | Polonia | 2021-2025       |
| Racing Club de Ferrol (cedido) | España  | 2023-2024       |
| Unionistas de Salamanca C. F.  | España  | 2025            |
| FC Cartagena                   | España  | 2025-actualidad |